# Anoplopomatidae

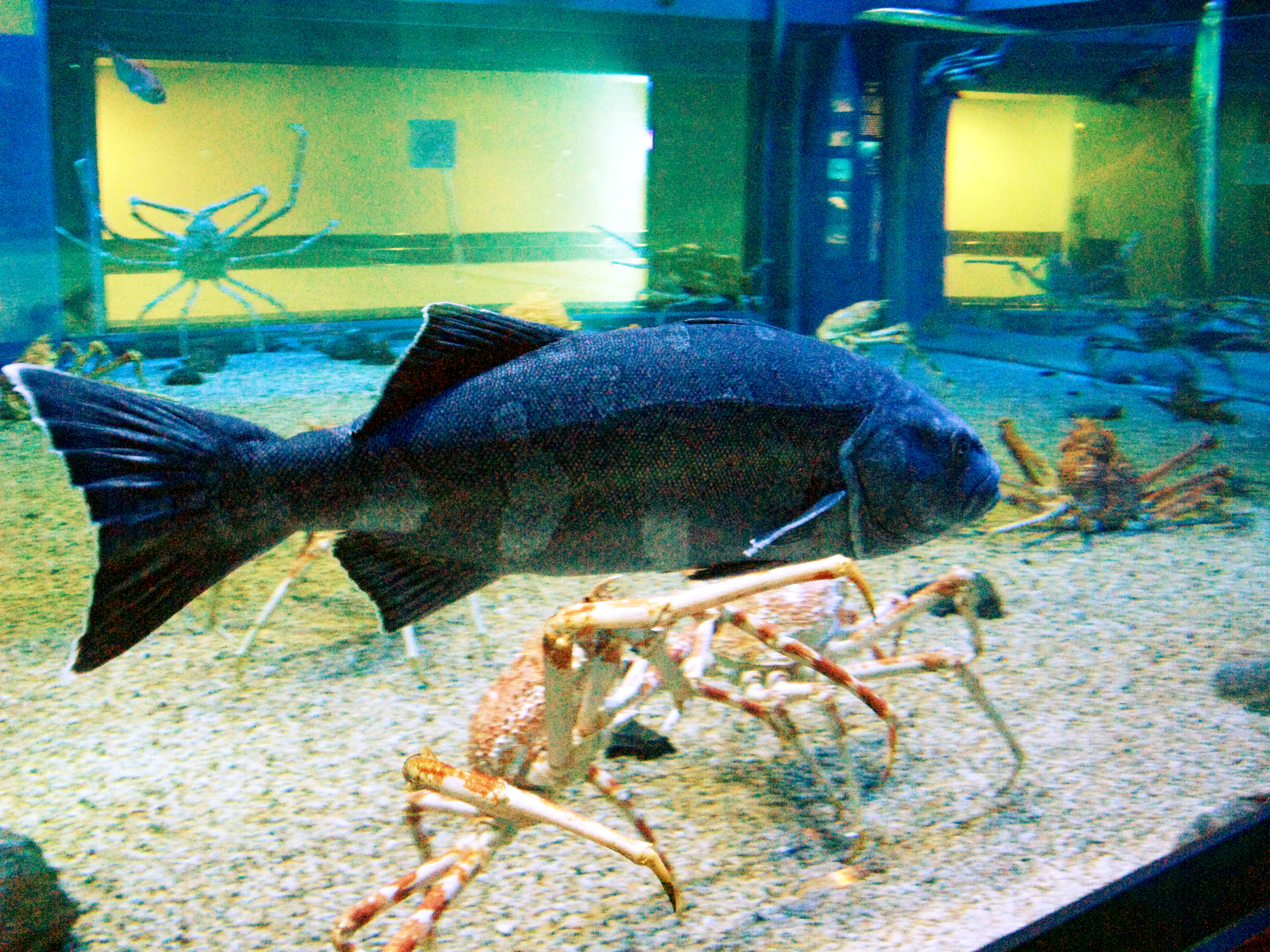
Erilepis zonifer

Gli Anoplopomatidae sono una famiglia di pesci ossei marini appartenente all'ordine Scorpaeniformes.

## Distribuzione e habitat
Questa famiglia è endemica dell'Oceano Pacifico settentrionale spingendosi a sud fino al Giappone e alla California..
Popolano acque piuttosto profonde, di solito nel piano batiale ma si possono trovare (soprattutto i giovani) anche in superficie.

## Descrizione
A differenza della maggioranza degli altri Scorpaeniformes non hanno creste o spine sulla testa. Il corpo è fusiforme, leggermente compresso lateralmente. Ci sono due pinne dorsali, la prima spinosa e la seconda con raggi molli e un paio di deboli spine. La pinna anale è opposta e identica alla seconda dorsale. La linea laterale è presente. I denti sono piccoli ma molto numerosi. Le scaglie sono piuttosto piccole e, oltre che sul corpo, si estendono sulla testa e su tutte le pinne tranne la prima dorsale e le pinne ventrali.
La taglia massima la raggiunge Erilepis zonifer con 183 cm.

## Biologia
Sono pesci demersali che vivono in profondità da adulti mentre i giovanili vivono in acque basse.

### Alimentazione
Sono predatori, si cibano di pesci, crostacei, cefalopodi e vermi marini.

## Pesca
Anoplopoma fimbria è un'importante preda della pesca commerciale, commercializzata con il nome di blackcod o sablefish.

## Specie
- Genere Anoplopoma
  - Anoplopoma fimbria
- Genere Erilepis
  - Erilepis zonifer[2]